# Eudorylas trapezoides
Eudorylas trapezoides är en tvåvingeart som först beskrevs av Becker 1900.  Eudorylas trapezoides ingår i släktet Eudorylas och familjen ögonflugor. Inga underarter finns listade i Catalogue of Life.